# Eliza Douglas
Eliza Douglas (* 1984 in New York City) ist eine amerikanische Malerin, Konzeptkünstlerin, Musikerin und Performerin. Sie lebt in Frankfurt am Main.

## Leben und Werk
Nach einer Ausbildung in der Filmklasse des Bard College in New York studierte Douglas an der Städelschule in den Klassen von Monika Baer, Willem de Rooij, und Amy Sillman. 
An der Städelschule orientierte sich Douglas künstlerisch neu und entschied sich für die Malereiklasse. Sie konzipierte zwei großformatige Bildserien mit jeweils wiederkehrenden Bildmotiven, von denen die eine konzeptionell, die andere malerisch angelegt ist. Für die Serie I am a Fireball lässt sie chinesische Reproduktionsmaler realistische Gemälde nach ihren Entwürfen herstellen. „... junge Männer mit freiem Oberkörper, sehen den Betrachter direkt, aber mit ausdrucksloser Miene, an. Sie befinden sich in Räumen, denen jegliches persönliche Detail fehlt....“ Sie folgt damit künstlerischen Vorbildern wie Martin Kippenberger, der sich einer ähnlichen Strategie bediente. In der zweiten großformatigen Bildserie malt Douglas realistisch dargestellte Hände (seltener auch Füße), die sich auf weißem Hintergrund körperlos malerisch in Formen und Farben auflösen und an grotesk überlängte Arme und Beine erinnern.
Douglas ist Akteurin und Mitgestalterin der performativen Arbeiten ihrer Lebensgefährtin Anne Imhof, wo sie unter anderem bei Angst II im Hamburger Bahnhof – Museum für Gegenwart in Berlin und bei Faust auf der Biennale von Venedig auftrat. Während ihres Studiums arbeitete sie gelegentlich als Model unter anderem für das Modelabel Balenciaga. Zwischen 2009 und 2014 war sie Assistentin verschiedener Künstler wie Nick Mauss (* 1980) und Antony Hegarty (Anohni). In einem Musikvideo zu Anohnis Song Paradise spielt sie die Hauptrolle.

## Ausstellungen
- 2016: I am All Soul, Air de Paris, Paris
- 2017: My Gleaming Soul, Museum Folkwang, Essen
- 2017: My Gleaming Soul und I am a Fireball, Nassauischer Kunstverein, Wiesbaden
- 2017: Overduin & Co., Los Angeles
- 2017: Eliza Douglas Anne Imhof, Galerie Buchholz, New York
- 2017: Old Tissues Filled with Tears, Schinkel Pavillon, Berlin
- 2021: Notre Mort, Neue Alte Brücke, Frankfurt
- 2021: Untitled, Overduin & Co, Los Angeles
- 2022: The Whitney Biennial, VI VII, Oslo
- 2023: Everything Dies, Museum Kunstpalast, Düsseldorf
- 2023: Eliza Douglas and Lily van der Stokker: Parole, Air de Paris, Paris
- 2024: Gift, Contemporary Fine Arts, Berlin